# Jean-François Viau
Pour les articles homonymes, voir Viau.
Jean-François Viau, né le 1er août 1958 à Montréal et mort dans la même ville le 2 mai 2019, est un consultant et homme politique québécois, député libéral de Saint-Jacques à l'Assemblée nationale du Québec de l'élection partielle du 26 novembre 1984 jusqu'aux élections générales de 1985, durant lesquelles il est défait par le candidat péquiste André Boulerice.

## Biographie

### Jeunesse et carrière avant la politique
Jean-François Viau naît le 1er août 1958 de l'administrateur Louis Viau et de Denise Séguin. Il est diplômé du Collège de Rosemont en 1977, et suit des cours en sciences politiques et en économie à l'Université McGill, qu'il termine en 1981,. Il devient par la suite gestionnaire et animateur pour plusieurs petites et moyennes entreprises ainsi qu'auprès d'organismes communautaires. En 1983, il est coordonnateur régional pour Montréal et responsable national de l'animation pour le Sommet québécois de la jeunesse. La même année, il participe au Congrès-jeune du Parti libéral à l'échelle provinciale.

### Carrière politique
Après le décès de Serge Champagne, député libéral de Saint-Jacques en avril 1984, Viau est le nouveau candidat libéral dans la circonscription, mais sa nomination n'a pas fait l'unanimité au sein de son parti, puisqu'il ne résidait pas dans la circonscription de Saint-Jacques, mais plutôt à Outremont,. D'ailleurs, le candidat péquiste André Boulerice était le favori, mais Viau remporte l'élection partielle le 26 novembre 1984,,. Durant son mandat, il promet notamment la fin des subventions conditionnelles à une déclaration d'allégeance politique. Son mandat est de courte durée, car il est défait aux élections générales de 1985 par André Boulerice.

### Après la vie politique
En 1986, il est conseiller spécial du secrétaire général du conseil exécutif et reste impliqué avec la politique provinciale,. De 1987 à 1989, il est vice-président exécutif de la Chambre de commerce de la Rive-Sud. De 1989 à 1991, il est président et directeur général de l'Association de distribution alimentaire du Québec et occupe aussi divers postes de conseiller au gouvernement fédéral. De 1990 à 2002, il est président de l'entreprise VLM Strategic, puis président de l'Office de consultation publique de Montréal jusqu'en 2006. Du 22 octobre 2007 à son décès il est régisseur à la Régie de l'énergie,.
Il meurt le 2 mai 2019 à Montréal, âgé de 60 ans. Il avait comme conjointe Marie-Josée Robidon.

## Résultats électoraux
|                                                                                               | Nom                          | Parti                        | Nombre de voix | %      | Maj.  |
| --------------------------------------------------------------------------------------------- | ---------------------------- | ---------------------------- | -------------- | ------ | ----- |
|                                                                                               | André Boulerice              | Parti québécois              | 10 659         | 48,6 % | 1 864 |
|                                                                                               | Jean-François Viau (sortant) | Libéral                      | 8 795          | 40,1 % | -     |
|                                                                                               | Pierre Graveline             | NPD Québec                   | 1 115          | 5,1 %  | -     |
|                                                                                               | Denis Monière                | Parti indépendantiste (1985) | 417            | 1,9 %  | -     |
|                                                                                               | Marie-Claire Desroches       | Parti humaniste              | 314            | 1,4 %  | -     |
|                                                                                               | Pierre Beauregard            | Indépendant                  | 164            | 0,7 %  | -     |
|                                                                                               | Normand Huneault             | Union nationale              | 129            | 0,6 %  | -     |
|                                                                                               | Johanne Galipeau             | Mouvement socialiste         | 106            | 0,5 %  | -     |
|                                                                                               | Gérard Lachance              | Sans désignation             | 68             | 0,3 %  | -     |
|                                                                                               | Marianne Roy                 | Communiste                   | 64             | 0,3 %  | -     |
|                                                                                               | Catherine L. Fortier         | Commonwealth du Canada       | 41             | 0,2 %  | -     |
|                                                                                               | Micheline Mohamed            | Crédit social uni            | 32             | 0,1 %  | -     |
|                                                                                               | Patrick Michaud              | Socialisme chrétien          | 23             | 0,1 %  | -     |
| Total                                                                                         | Total                        | Total                        | 21 927         | 100 %  |       |
| Le taux de participation lors de l'élection était de 68,9 % et 457 bulletins ont été rejetés. |                              |                              |                |        |       |

|                                                                                               | Nom                  | Parti                | Nombre de voix | %      | Maj.  |
| --------------------------------------------------------------------------------------------- | -------------------- | -------------------- | -------------- | ------ | ----- |
|                                                                                               | Jean-François Viau   | Libéral              | 7 889          | 49,1 % | 1 238 |
|                                                                                               | André Boulerice      | Parti québécois      | 6 651          | 41,4 % | -     |
|                                                                                               | Patrice Legendre     | Indépendant          | 699            | 4,4 %  | -     |
|                                                                                               | Gérard Lachance      | Travailleurs         | 268            | 1,7 %  | -     |
|                                                                                               | Patricia Métivier    | Sans désignation     | 156            | 1 %    | -     |
|                                                                                               | Jacques E. Tardif    | Unité du Québec      | 145            | 0,9 %  | -     |
|                                                                                               | Marcel Tremblay      | Crédit social uni    | 109            | 0,7 %  | -     |
|                                                                                               | Jacques Lambert      | République du Canada | 77             | 0,5 %  | -     |
|                                                                                               | Joseph-Georges Tassé | Indépendant          | 66             | 0,4 %  | -     |
| Total                                                                                         | Total                | Total                | 16 060         | 100 %  |       |
| Le taux de participation lors de l'élection était de 50,6 % et 356 bulletins ont été rejetés. |                      |                      |                |        |       |

### Médiagraphie
: document utilisé comme source pour la rédaction de cet article.
- « Les résultats électoraux depuis 1867, Saguenay à Saint-Jacques », sur Assemblée nationale du Québec, 2024 (consulté le 26 mai 2024).